# محمود خليلي
محمود خليلي (1957)، ممثل سوري.

## عن حياته
هو من أصول فلسطينية تعود إلى قرية «الجش» في الجليل الأعلى شمال فلسطين، مواهبه الفنية متعددة المشارب والميادين، أحب المسرح والفن التشكيلي، وانتسب إليها ممثلاً هاوياً في الحالة الأولى، ورساما ومصوراً أكاديمياً في الحالة الثانية، درس فنون التصوير الملون في كلية الفنون الجميلة بجامعة دمشق متخرجاً عام 1982، ساهم مساهمة فعالة في تشكيل فرع سوريا لاتحاد الفنانين التشكيلين، وتسلم أمانة فرعه ما بين أعوام 1991-2001، شارك في العديد من الأعمال التلفزيونية والسينمائية والمسرحية ممثلا ًومصمما ً للديكور والملابس في المسـرح : ليل العبيد - الزيارة - لكع بن لكع - سفر برلك - الغول- السمرمر - العين والمخرز - بياع الفرجة - مزاد علني - مسعود سيف اليزن - صالح العبد الصالح - التحقيق في التلفزيون : عز الدين القسام - هجرة القلوب - حكايات عربية - البيت القديم - آخر الليل - الشوكة السوداء - الفوارس - رمح النار - لوحة غير مقصودة - صرخة ليل طويل - هروب - ظل المسافات

## من أعماله

### المسلسلات
- بواب الريح
- إمام الفقهاء
- معاوية والحسن والحسين
- رجل الانقلابات
- عز الدين القسام
- ابن قزمان
- بروكار
- صلاح الدين الايوبي (في طوران شاه، أخي صلاح الدين الأكبر)
- صقر قريش(مسلسل) عبدالله بن علي بن عبدالله بن العباس
- ربيع قرطبة (مسلسل) جوهر الصقلبي
- عمر (مسلسل) أبو عبيدة بن الجراح

### الأفلام
- عمر
- أخر الليل

### المسرحيات
- وحيد القرن

## روابط خارجية
- محمود خليلي على موقع قاعدة بيانات الأفلام العربية